# ططيانوس الآشوري

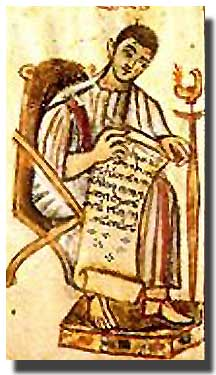
رسم لتاتيان الآشوري (120 إلى 180 ميلادي)

ططيانوس الآشوري... أو تاتيان الأديابيني، أو تاتيان السوري، أو تاتيان الآشوري((باللاتينية: Tatianus); (بالإغريقية: Τατιανός); (بالسريانية: ܛܛܝܢܘܣ); حوالي 120 - 180 ميلادي) وهو كاتب وعالم لاهوت مسيحي آشوري عاش في القرن الثاني الميلادي.
أعد في عام 160م كتاباً يعرف باسم «دياتسارون» (أي الرباعي بمعنى التوافق «هارموني» بين أربعة أجزاء) وفيه محاولة لدمج البشائر الاربع معاً في إنجيل واحد. ويعتبر الدياتسارون (الإنجيل الرباعي) أكثر أعمال تاتيان تأثيراً، حيث دمج فيه تاتيان أناجيل متى ومرقس ولوقا ويوحنا في رواية واحدة، والتي أصبحت النص القياسي للأناجيل الأربعة في الكنائس الناطقة باللغة السريانية حتى القرن الخامس الميلادي. والتي أعقبتها الطريق إلى الأربعة الأناجيل المنفصلة في إصدار بشيطتا.

## حياته
فيما يتعلق بتاريخ ومكان ولادته، لا يُعرف سوى القليل غير ما يخبره تاتيان عن نفسه في كتابه "Oratio ad Graecos"، حيث يخبرنا أنه ولد في «أرض الآشوريين» (إشارة إلى سوريا)، لكن هناك بعض المصادر تقول بأنه (ولد عام 130م في أرض أشور بسوريا، شرق نهر دجلة، حيث كانت تلك المنطقة مرتبطة في عهد تراجان ببلاد ما بين النهرين (الميصة) وأيضًا بأرمينيا كولاية رومانية واحدة).
وفاته فيجمع المؤرخون على إنه توفي سنة 185 م، في مدينة أديابين الآشورية (حدياب بالعربية). وهي مملكة أشورية قديمة وعاصمتها «أربيلا» وبالعربية أربيل. وحُكام أديابين تركوا ديانتهم الوثنية، وتحولوا في وقت مُبكر من القرن الأول وإعتنقوا اليهودية.
سافر إلى روما، حيث تعرف على المسيحية لأول مرة. وأثناء إقامته المطولة في روما حيث كانت كراهيته للعبادة الوثنية قد أثارت أفكاراً عميقة حول المشكلات الدينية. ودخل في طقس من التفكير العميق حول المشكلات الدينية وخصوصاً فيما يخص العقيدة اليهودية والعهد القديم، ومن ثم كتب مُعلقاً بأنه أصبح مقتنعاً بما أطلق عليه يومها إن «الوثنية غير معقولة». وعندئذ تخلى عن الوثنية وتبنى الديانة المسيحية وأصبح تلميذاً عند القديس جاستن الشهيد. وفي خلال تلك الفترة كان الفلاسفة المسيحيون يتنافسون مع الفلاسفة اليونانيين. وعلى غرار معلمه جاستن افتتح تاتيان مدرسة مسيحية في روما.
عُرف بالتطرف في آرائه، فقد علَّم بالرفض التام لكل فلسفة يونانية، وأظهر امتعاضه حتى من الحضارة اليونانية من فن وعلم ولغة، لكنه لم يقدر أن يتخلص من الفكر اليوناني تماماً. أقام جماعة نسكية تسمى الانكراتيين Encratites تحرّم أكل اللحوم وتنظر إلى الزواج كزنا وتمنع عن شرب الخمر فاستعاضت عنه بالماء في الأفخارستيا.
على العموم معرفة حياة تاتيان بعد وفاة جاستن في عام 165 ميلادية غامضة إلى حد ما. فيروي إيرينيئوس (أحد أشهر آباء الكنسية الأوائل) والذي كان حياً عندما توفي تاتيان، أنه بعد وفاة جاستن طُرد تاتيان من الكنيسة بسبب آرائه الغنوصية في أعتناق (الزهد)، وكذلك لكونه من أتباع زعيم الغنوصية فالنتينيوس. من الواضح أن تاتيان غادر روما، وربما أقام لفترة من الوقت في اليونان أو الإسكندرية، حيث يُعتقد إنه تعرف هناك على الأب إكليمندس الإسكندري. يروي إبيفانيوس السلاميسي بأن تاتيان قد أسس مدرسة في بلاد ما بين النهرين، امتد تأثيرها إلى أنطاكية في سوريا، وإمتد تأثيرها إلى قيليقية وخاصة في بيسيديا. بينما يرى آخرون إنه عاد إلى بلاده وأسس له مدرسة مسيحية في بلاد ما بين النهرين (العراق).
يقدم التطور المبكر للكنيسة السورية تفسيراً على تأثير تاتيان في الحياة العملية للكنيسة، وهذا ما يوضح مدى ثبات آراء تاتيان في سوريا، وهو يدعم الافتراض القائل بأن تاتيان كان مبشراً بالمسيحية للبلدان التي تقع على نهر الفرات.

## كتاباته
في كتابه Oratio ad Graecos (خطابات إلى اليونانيين) الذي فيه شجب تاتيان الوثنية وعدم جدواها. وفيه حمد وإثناء على ما أسماه تاتيان «عقلانية التراث المسيحي»، وأهمية تاتيان إنه واحد من الرموز الرواد للمسيحية، ومثله مثل يوسابيوس القيصري، فمثلاً تاتيان يُحمد على المناقشات التي قام بها والتي شملت كل من النبي موسى والتشريعات اليهودية، وهذا الطرف مهم بسبب إنه جزء أساس من الحوليات في تاريخ الأديان، وبسبب هذا الجزء، فإن كتاب خطابات إلى اليونانيين لم يتعرض إلى الشجب والتنديد (بصورة عامة وشاملة وإنما حصلت له إستثناءات).
أما عمله الرئيسي الآخر هو دياتسارون «الممتزج» وهو توليف أناجيل العهد الجديد الأربعة في سرد مشترك لحياة يسوع، الذي كان من الناحية العملية هو نص الإنجيل الوحيد المستخدم في سوريا خلال القرنين الثالث والرابع الميلادي.
في منتصف القرن الخامس تم استبدال الدياتسارون في الكنائس السورية بالأناجيل الأربعة الأصلية. حيث أمر رابولا أسقف إيديسا كل من الكهنة والشمامسة برؤية أنه ينبغي أن يكون لكل كنيسة نسخة من الأناجيل المنفصلة، وأزال ثيودوريطس أسقف كورش (قرب عفرين) أكثر من مائتي نسخة من الدياتسارون كانت موجودة الكنائس التابعة لأبرشيته. ووفقاً لاوامره تم إنتاج مخطوطة المخطوطة السينائية السريانية للأناجيل في الفترة ما بين 411 و 435م.
تمت ترجمت الكتاب بواسطة أبو الفرج بن الطيب (تُوفي سنة 1043 ميلادية) من السريانية إلى العربية في أواخرالقرن العاشر أو في بداية القرن الحادي عشر.

## الهوامش
1. ↑  Encyclopædia Britannica | Tatian (بالإنجليزية), QID:Q5375741
2. ↑  والترز ، جيمس إي. "تاتيان أديابين - السرياني". قاموس السيرة الذاتية السريانية. جامعة فاندربيلت ، جامعة برينستون. مؤرشف من الأصل في 2019-04-22.
3. ↑  آباء الكنيسة: المدافعون اليونانيون الآخرون نسخة محفوظة 17 ديسمبر 2018 على موقع واي باك مشين.
4. ↑  الشريعة الكنسية ونص العهد الجديد نسخة محفوظة 23 فبراير 2020 على موقع واي باك مشين.
5. ↑  تاريخ الديانة المسيحية حتى سنة 200م نسخة محفوظة 23 فبراير 2020 على موقع واي باك مشين.
6. ↑  ريلاند، جي إي. "ملاحظة تمهيدية لتاتيان الآشوري". earlychristianwritings.com. مؤرشف من الأصل في 2019-03-31.
7. ↑  "تاتيان ، العنوان, 42"، آباء أنتي نيكين، ج. 2: 81–82، مؤرشف من الأصل في 2018-12-17
8. ↑  "آباء القرن الثاني: هيرماس ، تاتيان ، أثناغورا ، ثيوفيلوس ، وكليمنت الإسكندرية (كامل)". المكتبة السماوية الكلاسيكية المسيحية. مؤرشف من الأصل في 2019-03-07.
9. ↑  نشأة وظهور الكنيسة في ولاية إيديسا خلال القرنين الميلاديين الأولين المؤلف: ل. دبليو بارنارد المصدر: فيجيلي كريستيانا ، المجلد 22 ، رقم 3 (سبتمبر., 1968), ص. 161-175.
10. ↑  مدونة د.جوزيف زيتون، الكتاب المقدس الجزء الثالث، البشائر الأربع نسخة محفوظة 2 أغسطس 2019 على موقع واي باك مشين.
11. ↑  قاموس أوكسفورد للكنيسة المسيحية. نيويورك: مطبعة جامعة أكسفورد.2005 ، مقالات "دياتسارون" و "بشيطتا"
12. ↑  الآشوريون الحديثون في الشرق الأوسط غالباً ما أشار الإغريق الى "السوريين" بـ "الآشوريين" لاستحضار التاريخ ما قبل الهيليني في سوريا. نسخة محفوظة 19 أكتوبر 2017 على موقع واي باك مشين.
13. ↑  موقع الأنبا تكلا، المدافع تاتيان السرياني, طاطيان السوري, تاتيان الأشوري نسخة محفوظة 10 سبتمبر 2017 على موقع واي باك مشين.
14. ↑  جاكوب نوزنر : دورية مراجعات الأكاديمية – أنظر : كارل فريدمان ؛ دراسات حول مشكلة تاننيمان في بابل (حوالي 130 – 160م)
15. ↑  ريتشارد غوثيل ؛ آديابين ، الإنسكلوبيديا اليهودية ، سنة 2011 .
16. ↑  المصدر نفسه
17. ↑  فيرغسون، جون (1974). إكليمندس الإسكندري. نيويورك: أردينت ميديا، ص.14.
18. ↑  خطابات تاتيان إلى اليونانيين ، دار نشر كيسنجر ، ط1 ، سنة 1982 .
19. ↑  لويس، اغنس سمث (1894). ترجمة الأناجيل الأربعة من السريانية السينائية طرس. ص. 18.
20. ↑  دياتيسارون ، ترجمة أبو الفراج الطيب من السريانية إلى العربية في القرن الحادي عشر ، نشرة أوغسطينوس سياسكا ، روما سنة

## روابط خارجية
- ططيانوس السرياني على موقع الموسوعة البريطانية (الإنجليزية)
- ططيانوس السرياني على موقع إن إن دي بي (الإنجليزية)
- Works written by or about ططيانوس الآشوري at ويكي مصدر
- ترجمة «خطابات إلى اليونانيين» ، الموقع الإلكتروني earlychristianwritings.com. (ترجمة جي.إي. ريلاند)
- الصفحة مرتبطة بترجمة «خطابات إلى اليونانيين» بالأنجليزية، موقع ccel.org. (ترجمة جي.إي. ريلاند)
- روابط بالإصدارات اليونانية واللاتينية لـ«خطابات إلى اليونانيين»، «دياتسارون تاتيان». موقع documentacatholicaomnia.eu.
- تاتيان في «الموسوعة الكاثوليكية». موقع newadvent.org.